# Stiftsnämnd
Stiftsnämnd var ett kyrkligt organ reglerat genom regeringsbeslut angående ecklesiastik boställsordning 1932. Därigenom överfördes ansvaret för driften (men ej äganderätten) av kyrkans jord och skog från pastoraten till stiften under överinseende av en stiftsnämnd. Stiftsnämnden bestod av fem ledamöter, tre utsedda av Kungl. Maj:t och två av domkapitlet. Den löpande verksamheten leddes av en av Kungl. Maj:t utnämnd stiftsjägmästare. Stiftsnämnder fanns då i alla stift. När Stockholms stift inrättades 1942 beslöts emellertid att någon stiftsnämnd inte skulle inrättas där, utan dess göromål handläggas av stiftsnämnderna i Uppsala respektive Strängnäs stift. Stiftsnämndernas sysslor utfördes senare av egendomsnämnderna. 